# Požár v Prachaticích (1832)
Požár v Prachaticích dne 13. dubna 1832 poškodil zásadním způsobem středověkou historickou část tehdejšího města. 
Požár vypukl v Dlouhé ulici o sedmé hodině večerní. Rozšířil se velmi rychle (do hodiny zachvátil většinu centra města), především díky silnému větru a nedostatku vody, kterou místní potřebovali k hašení. 
Zničil ve výsledku 137 domů, včetně nemalé části původních renesančních měšťanských domů v samém centru Prachatic. Uchráněn byl hlavně místní kostel sv. Jakuba Většího, kde byla poškozena pouze jeho věž. Zastavením ohně u kostela se podařilo uchránit domy v jižní části města u Dolní brány. U Horní brány pak zůstalo ušetřeno sedm domů od požáru. Přestože bylo město obnoveno a byl mu navrácen původní historický ráz, řada staveb významné hodnoty byla ztracena v nenávratnu. U staveb, které požár přežily, ohořely a byly nakonec obnoveny, byly zabíleny některé původní středověké malby. Strženy byly rovněž i původní vysoké štíty a komíny. 
Byla pozměněna původní struktura města. K dvěma branám (Horní byla kvůli špatnému stavu stržena nedlouho po požáru) přibylo ještě vyústění z opevněného města v Husově ulici poté, co při požáru došlo k proražení hradeb. Musela být přestavěna střecha místní radnice; obnovena byla původní věž, ale již bez hodin. Překvapivě byl také před požárem ušetřen místní archiv.
Místní obyvatelstvo si v následujících letech připomínalo požár procesími, která pravidelně směřovala ke kostelu svatých Petra a Pavla. Po požáru zůstalo okolo tisíce lidí bez střechy nad hlavou; škoda dosáhla výše 246 tisíc tehdejších zlatých.